# Aporum spatella
Aporum spatella é uma espécie de orquídea epífita de hábito pendente e flores pequenas, que habita do leste do Himalaia ao sul da China e Península da Malásia.